# Biển Adriatic
Biển Adriatic (/ˌeɪdriˈætɪk/) là một vùng biển phân cách bán đảo Ý với bán đảo Balkan, được đặt tên theo thành phố Adria. Biển Adriatic là một phần của Địa Trung Hải.
Bờ biển phía tây thuộc Ý trong khi bờ biển phía đông thuộc Croatia, một phần nhỏ khác thuộc lãnh thổ của Slovenia, Bosna và Hercegovina, Montenegro và Albania. Eo biển Otranto nằm giữa Ý và Albania nối biển Adriatic với biển Ionia. Những con sông lớn chảy vào biển này là: Reno, Po, Adige, Brenta, Piave, Soča (Isonzo), Neretva.

## Kích thước và Chiều Sâu
Biển Adriatic có chiều dài khoảng 800 km và chiều rộng trung bình khoảng 160 km.
Chiều sâu trung bình của Biển Adriatic là khoảng 44m, với phần sâu nhất là khoảng 1.233 m.

## Hải cảng
Những hải cảng quan trọng ở Adria:
- Ý: Trieste, Venice bao gồm cảng của Chioggia, Ravenna, Ancona, Pescara, Ortona, Bari, Brindisi
- Slovenia: Koper
- Croatia: Pula, Rijeka, Ploče, Zadar, Split, Dubrovnik
- Montenegro: Kotor, Bar
- Albania: Durrës, Vlora

Hải cảng (Một số)
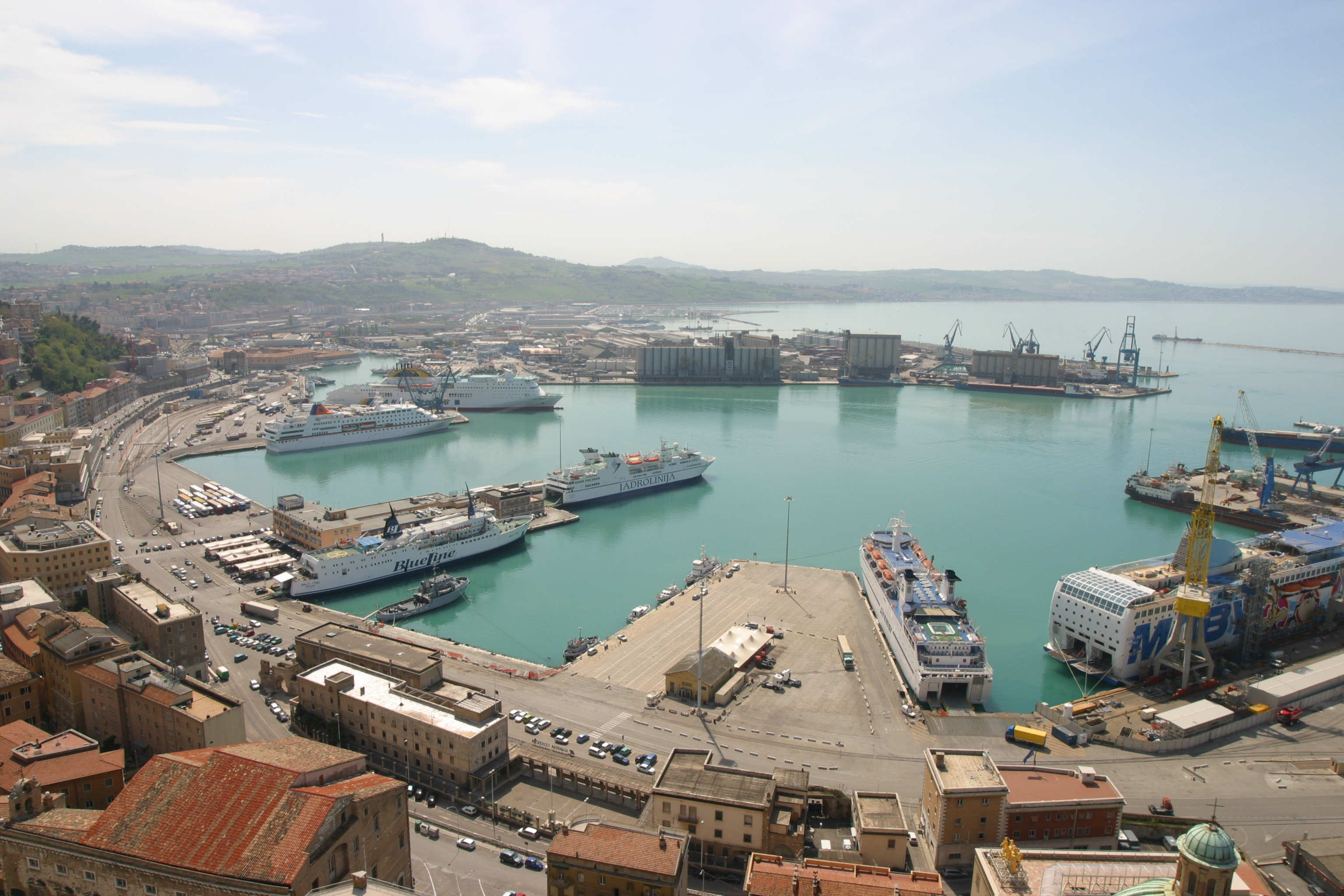
Ancona
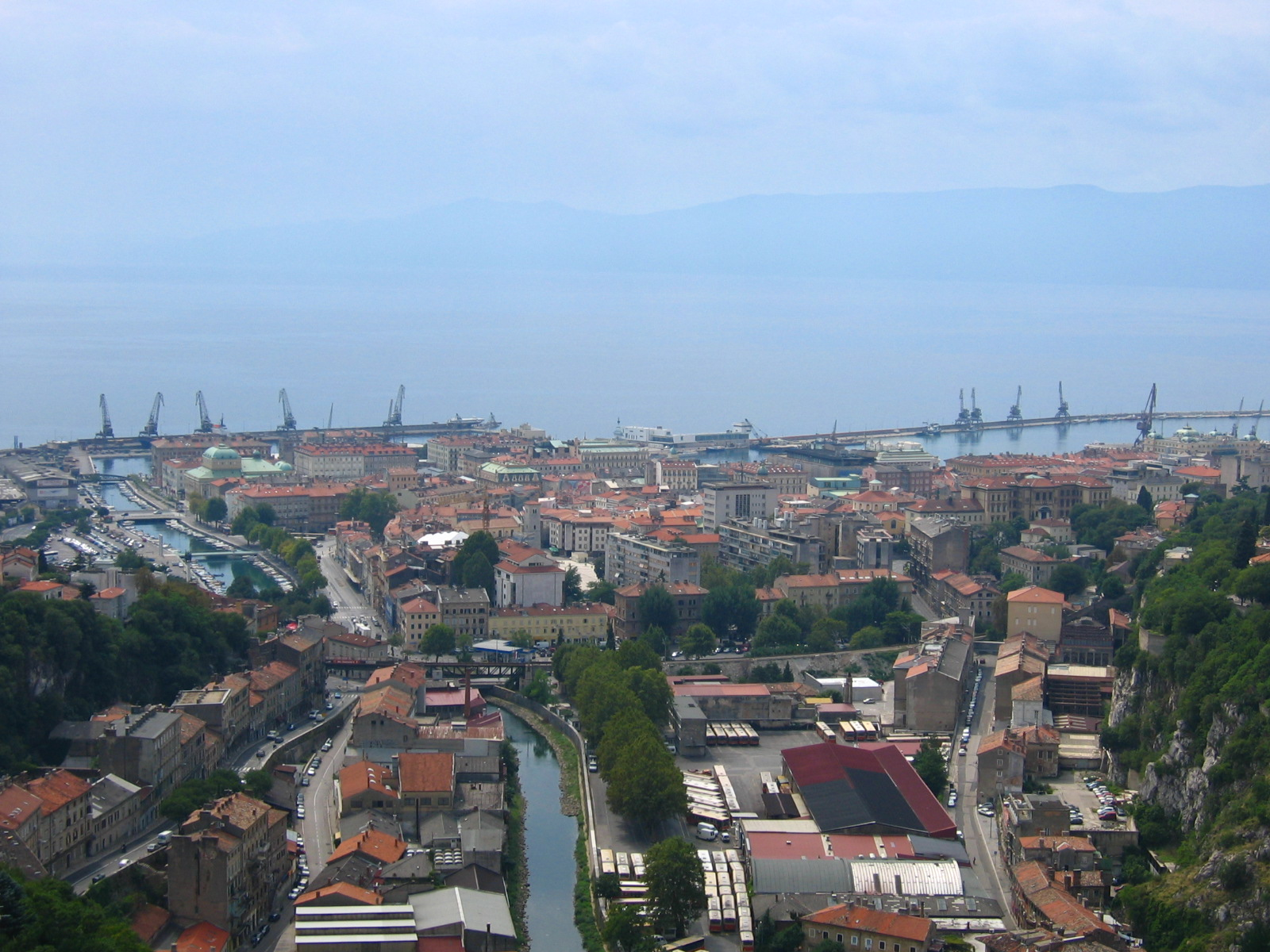
Rijeka
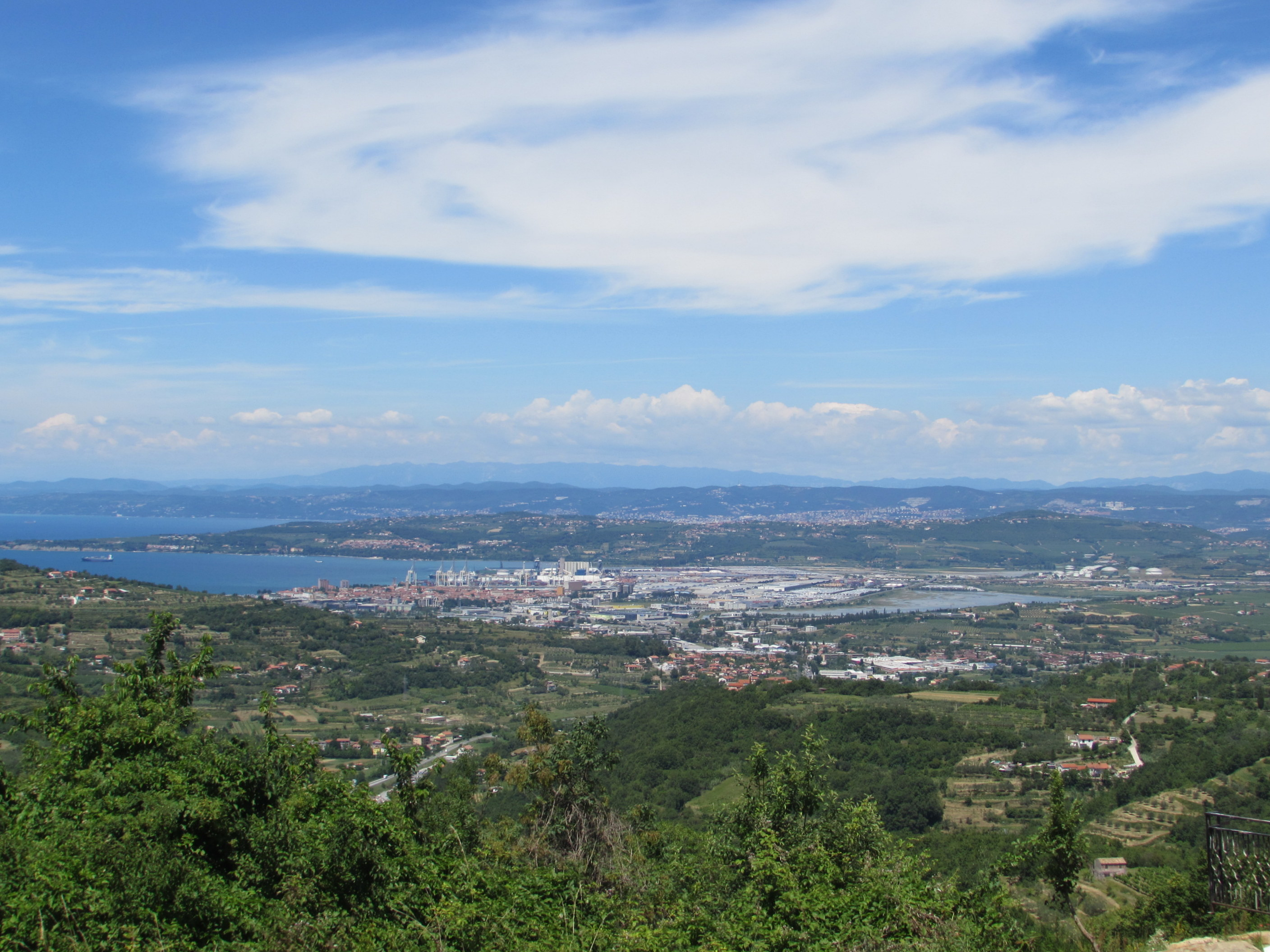
Koper